# Husovo náměstí (Lysá nad Labem)
Husovo náměstí je v centru města Lysá nad Labem. Náměstí je obklopené zelení, převážně je využíváno jako parkoviště a místo setkávání při velkých slavnostech. Západní strana náměstí je součástí městské památkové rezervace.

## Historie
Náměstí bylo založeno a vybudováno v roce 1946 svépomocí občanů. Jeho řešení v mírném svahu bylo provedeno tak, že původní hlavní komunikace – ulice Poděbradova a Sojovická – je od ostatní plochy náměstí výškově oddělena. V části u radnice bylo vybudováno schodiště. Archeologické nálezy byly zapůjčeny Národnímu muzeu. V roce 2016 byla vyhlášena urbanisticko-architektonická soutěž o návrh revitalizace náměstí. Nejbližší předpokládaný termín zahájení realizace úprav Husova náměstí byl rok 2018, k realizaci vítězného návrhu ale do roku 2023 stále nedošlo.

## Popis
Náměstí je téměř obdélníkového tvaru o ploše 6 900 m². V severní frontě domů je radnice, sídlí zde také Městská knihovna a Informační centrum. Na budovu radnice navazuje ze zadní strany budova městského úřadu. V severovýchodní části náměstí je pomník Jana Husa a v malé parkové úpravě je umístěna plastika městského znaku Lysé nad Labem. Na rohu náměstí a Masarykovy ulice stojí budova, která má ve štítě směrem do náměstí hodiny. Na západní straně náměstí je zachován památkově chráněný Měšťanský dům 177/21, v domě vedle radnice na náměstí č. 21/22 byla dříve lékárna.

## Galerie
- Radnice
- Fronta domů naproti radnici
- Měšťanský dům 177/21
- Pomník Jana Husa